# ZVV 't Knooppunt
Lo ZVV 't Knooppunt è una squadra olandese di calcio a 5, fondata nel 1995 con sede ad Amsterdam.

## Palmarès
- Coppa dei Paesi Bassi: 1
  - 2015-2016
- Campionato olandese di calcio a 5: 1
  - 2016-2017